# Nino Bibbia
Nino Bibbia (* 15. März 1922 in Bianzone; † 28. Mai 2013 in St. Moritz) war ein italienischer Wintersportler.

## Sportlicher Werdegang
Bibbia zog mit seinen Eltern als Kind aus dem italienischen Bianzone ins 50 km entfernte schweizerische St. Moritz, wo er die Schule besuchte. Anschließend führte er eine Gemüsehandlung und entwickelte sich nebenbei zu einem erfolgreichen Amateur-Wintersportler. Neben dem Skeleton gehörten das Bobfahren, die Nordischen und Alpinen Skisportarten sowie Eishockey zu seinen Stärken, wobei ihm nach eigenen Angaben das auf den Naturanlagen in Arosa, Davos und Klosters praktizierte Skispringen am meisten Freude bereitet hat.
Bibbia kam eher zufällig zum Cresta-Rennen von Celerina. Er hatte schon in seinen ersten Wettfahrten Erfolge und erwarb daraufhin für eine Kiste Chianti seinen ersten Cresta-Bobschlitten, mit dem er die britische Konkurrenz, die den Cresta-Sport der Zeit dominierte, regelmäßig besiegen konnte. Schließlich gewann er in seiner Karriere 232 Cresta-Rennen. Sechsmal wurde er Cresta-Weltmeister. Über 30 Jahre war er der erfolgreichste Cresta-Fahrer und gilt damit bis heute als «König des Cresta Runs».
Bei den Olympischen Winterspielen 1948 in St. Moritz wollte Bibbia in fünf Disziplinen starten. Aufgrund des engen Zeitplans reichte es nur zu den Starts im Bob und im Skeleton. Im Skeleton wurde er Olympiasieger und der zweite Titelträger in dieser Disziplin überhaupt. Der Grund dafür war, dass nur einmal zuvor, 1928, der Skeleton im Programm war. Der damalige Sieger war Jennison Heaton. Dessen Bruder Jack Heaton trat sowohl 1928 als auch 1948 an und erreichte beide Male die Silbermedaille. Der eigentliche Favorit war dagegen John Crammond, der nur Bronze erreichte. Da der Bewerb erst wieder 2002 ausgetragen wurde, kam es zu keinen weiteren Begegnungen im olympischen Rahmen. Bibbia war zudem der erste italienische Sportler überhaupt, der bei Olympischen Winterspielen eine Medaille für die Azzurri errang. Er fuhr letztmals 1996 im Alter von 73 Jahren. 1946 und 1951 war er – als Italiener – Schweizer Meister im Rennrodeln.